# Dariusz Wasik
Dariusz Marek Wasik (ur. 1961) – polski naukowiec, profesor nauk fizycznych o specjalności fizyka ciała stałego i fizyka półprzewodników. Profesor na Wydziale Fizyki Uniwersytetu Warszawskiego. Dziekan WF UW w kadencjach 2016–2020 i 2020–2024.

## Życiorys
Pracę doktorską pt. Domieszka niklu o konfiguracji w związkach półprzewodnikowych – badania własności pod ciśnieniem hydrostatycznym obronił 21 stycznia 1991 na Wydziale Fizyki UW. Także na tym wydziale, 17 czerwca 2002 uzyskał habilitację na podstawie rozprawy pt. Mechanizmy fizyczne odpowiedzialne za ograniczenie przewodnictwa elektrycznego w związkach półprzewodnikowych II-VI na bazie CdTe hodowanych metodą MBE. Tytuł naukowy profesora nauk fizycznych otrzymał 19 lutego 2014. 
Jest zatrudniony na stanowisku profesora w Zakładzie Fizyki Ciała Stałego Instytutu Fizyki Doświadczalnej Wydziału Fizyki Uniwersytetu Warszawskiego. Na WF UW pełnił funkcję prodziekana ds. finansowych, a w kadencjach 2016–2020 i 2020–2024 funkcję dziekana tegoż wydziału.